# Kataknur, Raichur
Kataknur là một làng thuộc tehsil Raichur, huyện Raichur, bang Karnataka, Ấn Độ.